# راديو طهران
راديو طهران (بالفارسية: رادیو تهران) هي محطة إذاعية في طهران، إيران تبث محتوى موجّهًا بشكل رئيسي إلى طهران ومحافظة طهران. وهي مملوكة ومدارة بالكامل من قبل الحكومة الإيرانية عبر إذاعة جمهورية إيران الإسلامية.

## التاريخ
راديو طهران هو ثاني أقدم محطة إذاعية في إيران بعد راديو إيران. في البداية، كان يُطلق على راديو إيران اسم راديو طهران، لكن في عام 1957 تم تغيير اسمه إلى راديو إيران، بينما بدأ جهاز إرسال ثانٍ العمل بالتوازي مع الجهاز الأول. وفي عام 1960، بدأ قسم جديد العمل في راديو إيران تحت اسم راديو طهران (أو البرنامج الثاني) بهدف تغطية مدينة طهران والمناطق المحيطة بها بمزيد من التفصيل. لاحقًا، انفصل عن راديو إيران. في بداياته كان يستهدف جمهورًا نخبويًا أكثر، مع التركيز على الفن والثقافة.